# Johannes Seld de Leubs
Johannes Seld de Leubs (* 28. Oktober 1383 in Loibes; auch Johannes Seld de Lewbs, Johannes Selld) war ein Theologe und Jurist, der in den 1420er Jahren auch als Rektor der Universität Wien wirkte.

## Leben und Wirken
Johannes Seld wurde Erika Ising zufolge in Loibes im Waldviertel geboren. Auch nach Johannes Müller bezeichnet Leubs wohl das heutige Loibes bei Waidhofen an der Thaya. Sein Vater hieß Udelricus (Ulrich) Seld. Die Familie besaß Weinberge bei Krems und in Langenlois, von wo Ulrichs Vater nach Loibes geheiratet hatte. Man sprach deswegen auch von der Familie „Seld de Langlois“. Durch freundschaftliche Beziehungen des Vaters zum Abt Martin von Polheim besuchte Johannes die Klosterschule im Stift Kremsmünster.
1400/01 immatrikulierte er sich an der Universität Wien. Seld de Leubs übersetzte oder glossierte als Baccalaureus oder junger Magister die Grammatik des Aelius Donatus, wovon sich die Handschrift im Stift Kremsmünster befindet. Er erwarb im Winter 1420/21 das Doktorat.
Seld de Leubs war wiederholt Dekan der juristischen Fakultät und Rektor der Universität Wien.
Auf dem Konzil von Basel war er der Sekretär des Fürstbischofs von Passau Leonhard von Laiming.
Seld de Leubs wirkte später als Stadtpfarrer von Schleißheim und Krems. Er verkaufte dem Stift Kremsmünster 1433 „eineinhalb Joch Weingarten“ und schenkte demselben Kloster 1440/1441 über dreißig Handschriften. Die meisten davon sind von theologischem Inhalt. Doch findet sich darunter auch eine Abschrift des Abstractum-Glossars, eines für die Sprachforschung bedeutenden grammatischen Texts.